# Diplazium seemannii
Diplazium seemannii är en majbräkenväxtart som beskrevs av Thomas Moore.
Diplazium seemannii ingår i släktet Diplazium och familjen Athyriaceae. Inga underarter finns listade i Catalogue of Life.